# Ансамбль (фильм)
«Ансамбль» (ивр. הלהקה‎) — израильский художественный фильм, первый фильм режиссёра Ави Нешера.

## Сюжет
Действие фильма происходит во время Войны на истощение. В один из ансамблей израильской армии приходят трое новичков. Ансамбль разъезжает по всей стране, выступая перед солдатами. Впереди — выступление по телевидению в прямом эфире. Но в ансамбле не всё гладко: между новичками и «старожилами» возникает конфликт, режиссёр «достаёт» артистов придирками.

## В ролях
- Гиди Гов — Датнер
- Лирон Ниград — Мики Бен-Тов
- Сасси Кешет — Дани
- Дов Гликман — Моти
- Меир Суисса — Моше «Базука» Эльбаз
- Дафна Армони[нем.] — Ноа Бар-Он
- Гали Атари — Мали
- Хели Гольденберг[англ.] — Орли Неман
- Гилат Анкори — Сари
- Ави Нешер — камео